# فطاير
الفطاير هي معجنات تحتوي على اما لحم أو تكون محشوة بالسبانخ، أو الجبن مثل الفيتا أو العكاوي. وهي جزء من المطبخ العربي وتؤكل في العراق، وسوريا، وفلسطين، ومصر، ولبنان، والأردن ودول عربية أخرى.

## في تونس
ربما الأمر يكون مختلفا في تونس لأن الفطاير تصبح أكلة حلوة علي خلاف نظيراتها من الدول العربية إلا أنها تبقي من المعجنات التي يستخدم فيها مواد لترطيبها كالحليب حتي تصبح العجينة متراخية وتوضع الأخيرة في إيناء زيت مغلي على شكل قطع دائرية ويمكن للبعض إضافة بيضة فوفها حسب الاختيار، تعدّ هذه الأكلة أكلة شعبية وصباحية في تونس يدائب عليها العامة نظرا لقلة ثمنها من جهة وإمتلائها بالسعرات الحرارية من جهة أخرى.